# Viktor Arvidsson
Johan Viktor Arvidsson (* 8. dubna 1993) je švédský lední hokejista, křídelní útočník, který v současnosti hraje za Edmonton Oilers. Se švédskou reprezentací vyhrál mistrovství světa v roce 2018. Má též stříbro z mistrovství světa juniorů z roku 2013. Ve Švédsku začínal v klubu Skellefteå AIK. Dvakrát se s ním stal mistrem Švédska (2013, 2014). Od roku 2014 působí ve Spojených státech, hrál nejprve AHL za Milwaukee Admirals, než se propracoval do týmu NHL Nashville Predators. Roku 2021 byl vyměněn do Los Angeles Kings. Jeho bilance v základní části NHL je k 1. únoru 2024: 528 utkání a 346 kanadských bodů (173 branek), ve vyřazovací části (Stanleyově poháru) 67 zápasů a 34 bodů (13 gólů).